# Victor-Amédée III
Victor-Amédée III, roi de Sardaigne (en italien Vittorio Amedeo III di Sardegna), né le 26 juin 1726 au palais royal de Turin, et mort le 16 octobre 1796 au château de Moncalieri, est un prince de la maison de Savoie, roi de Sardaigne, souverain du duché de Savoie, de la principauté du Piémont, et du comté de Nice.
Fils du roi Charles-Emmanuel III et de sa deuxième épouse Polyxène de Hesse-Rheinfels-Rotembourg, Victor-Amédée règne de 1773 jusqu’à sa mort survenue en 1796.
Il est le père des trois derniers rois de Sardaigne issus de la branche aînée de la maison de Savoie (Charles-Emmanuel IV, Victor-Emmanuel Ier et Charles-Félix) ; les Savoie-Carignan leur succèdent en 1831 compte tenu de l’extinction de la lignée dans les mâles.

## Biographie

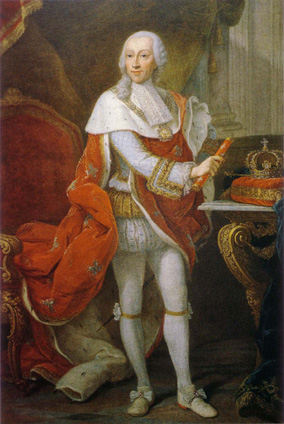
Le roi Victor-Amédée III de Sardaigne.

Il combat avec son père à Coni et Bassignana. Il lui succède en 1773 et consacre les premières années de son règne à l’administration intérieure de ses États : il abolit les droits de péage en Savoie, élève les digues de l’Arve et du Rhône, fonde l’Académie des sciences de Turin, sécularise l’administration de plusieurs abbayes et organise son armée sur le modèle de la Prusse.
Adversaire de la Révolution française (les deux frères et une sœur de Louis XVI comptent parmi ses beaux-enfants), il ouvre ses États aux émigrés français, refuse de recevoir l’ambassade de la République française et soutient contre elle la guerre qu’elle lui déclare mais que finalement il perd. Les Français enlèvent le duché de Savoie et le comté de Nice et occupent aussi le Piémont. Victor-Amédée III est contraint de signer avec Bonaparte l'armistice de Cherasco, qui lui enlève plusieurs villes. Il meurt cinq mois plus tard.
Il a fait partie de la Franc-maçonnerie.

## Famille
Victor-Amédée III est le deuxième fils du roi Charles-Emmanuel III de Sardaigne (1701-1773) et de sa deuxième épouse la landgravine Polyxène de Hesse-Rheinfels-Rotembourg (1706-1735). En lignée paternelle, il appartient à la maison de Savoie, souveraine dans les vallées alpines depuis le XIe siècle ; Victor-Amédée est ainsi le petit-fils du duc Victor-Amédée II (1666-1732) et de la duchesse de Savoie Anne-Marie d'Orléans (1663-1728), née petite-fille de France. Par sa mère, Victor se rapporte à une famille régnant sur le landgraviat de Hesse-Rheinfels-Rotenbourg dans le Saint-Empire depuis le milieu du XVIIe siècle. Ses grands-parents maternels sont le landgrave Ernest-Léopold de Hesse-Rheinfels-Rotembourg (1684-1749) et la comtesse Éléonore de Lowenstein-Wertheim (1686-1753).
Le 31 mai 1750, le duc de Savoie épouse l’infante Marie-Antoinette d’Espagne (1729-1785), fille cadette du roi Philippe V d'Espagne (1683-1746) et de sa seconde épouse la reine Élisabeth Farnèse (1692-1766).
Du mariage entre Victor-Amédée et Marie-Antoinette naissent douze enfants (dont trois meurent prématurément) :
- le prince Charles-Emmanuel de Savoie (1751-1819), prince de Piémont, qui succède à son père sur le trône sarde (sous le nom de Charles-Emmanuel IV) et épouse Clotilde de France, fille de France (sans postérité) ;
- la princesse Marie-Élisabeth-Charlotte de Savoie (16 juillet 1752 — 17 avril 1755), meurt en bas âge ;
- la princesse Marie-Josèphe-Louise de Savoie (1753-1810), comtesse de Provence par son mariage avec Louis-Stanislas-Xavier de France, fils de France (sans postérité) ;
- le prince Amédée-Alexandre de Savoie (5 octobre 1754 — 29 avril 1755), duc de Montferrat, meurt en bas âge ;
- la princesse Marie-Thérèse de Savoie (1756-1805), comtesse d’Artois par son mariage avec Charles-Philippe de France, fils de France (postérité) ;
- la princesse Marie-Anne de Savoie (1757-1824), duchesse de Chablais par son mariage avec le prince Benoît de Savoie, son oncle (sans postérité) ;
- le prince Victor-Emmanuel de Savoie (1759-1824), duc d’Aoste, roi de Sardaigne à la suite de l'abdication de son frère Charles-Emmanuel IV, qui épouse la princesse Marie-Thérèse de Modène (postérité) ;
- la princesse Marie-Christine-Ferdinande de Savoie (21 novembre 1760 — 19 mai 1768), meurt en bas âge ;
- le prince Maurice de Savoie (1762-1799), duc de Montferrat, célibataire (sans postérité) ;
- la princesse Marie-Caroline-Antoinette-Adélaïde de Savoie (1764-1782), princesse électrice de Saxe par son mariage avec Antoine-Clément de Saxe (postérité) ;
- le prince Charles-Félix-Joseph-Marie de Savoie (1765-1831), duc de Genevois, souverain sarde après l’abdication de Victor-Emmanuel Ier (sous le nom de Charles-Félix), qui épouse la princesse Marie-Christine de Naples et de Siciles (sans postérité) ;
- le prince Joseph-Placide de Savoie (1766-1802), comte de Maurienne et d’Asti, célibataire (sans postérité).

Les six fils de Victor-Amédée III constituent la seconde fradlansa de la maison de Savoie, désignée ainsi par un mot piémontais signifiant « fratrie ». Victor-Amédée III procéda à l’un de ces mariages croisés si courant à l’époque, avec la France en mariant deux de ses filles à deux frères, les futurs Louis XVIII et Charles X, en prenant soin que la plus âgée des deux sœurs épouse le plus âgé des deux frères, alors que son fils aîné épouse une sœur de ces deux fils de France (et du roi Louis XVI).

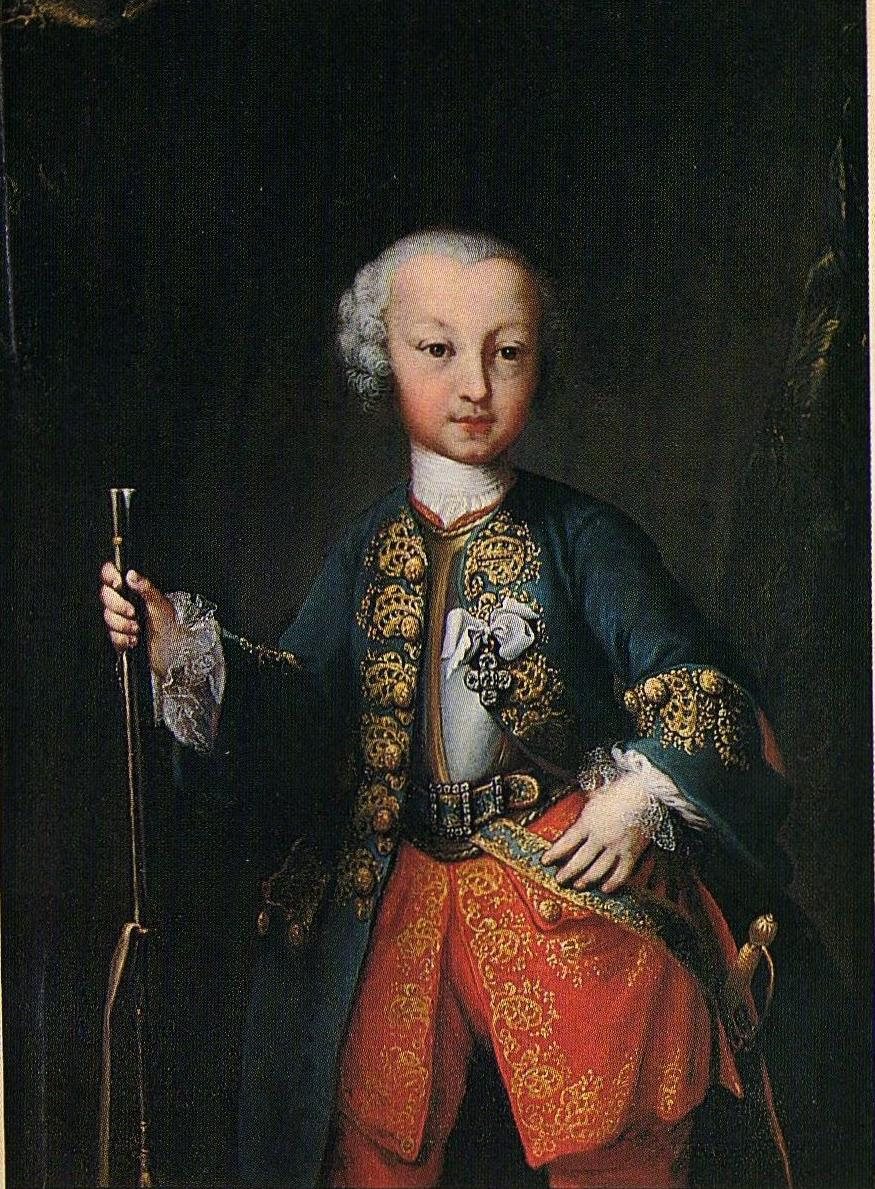
Le jeune Victor-Amédée, prince de Savoie.
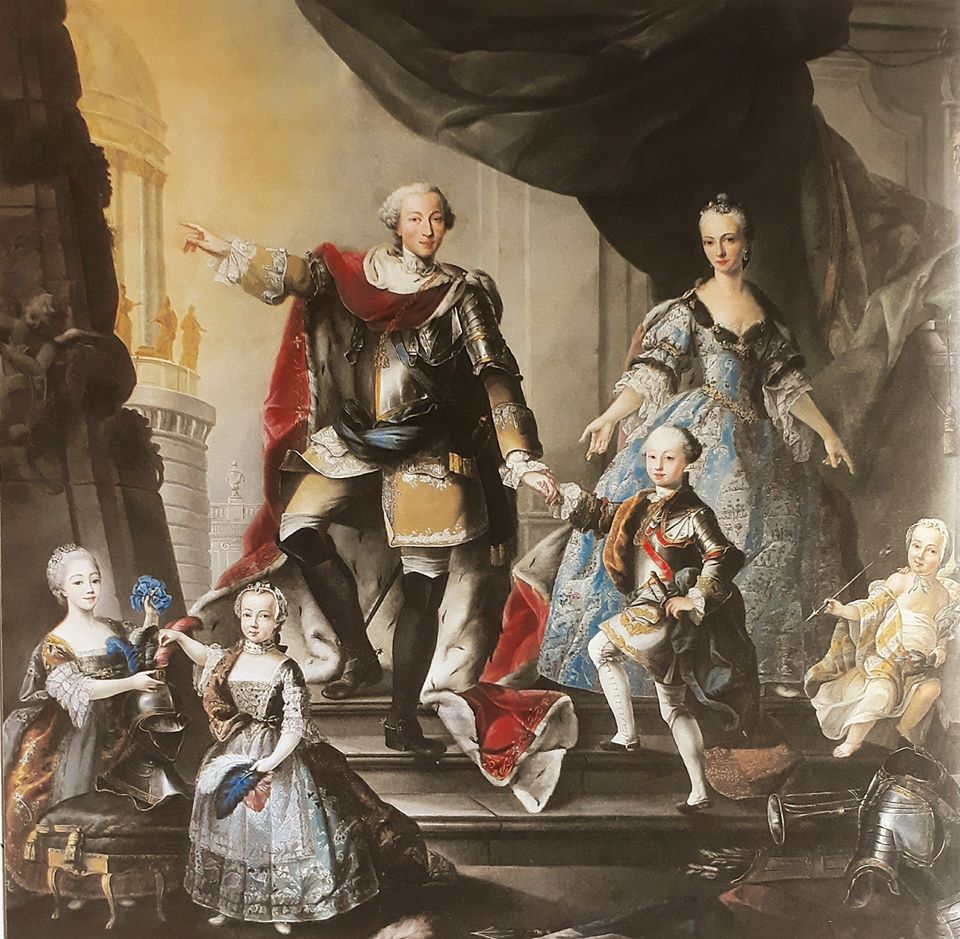
La famille de Victor Amédée III, d’après Giuseppe Duprà (Turin, palais royal). De gauche à droite : Marie-Josèphe, Marie-Thérèse, Victor-Amédée (alors duc de Savoie), le prince de Piémont, l’infante Marie-Antoinette, et le duc d’Aoste dans les bras de Marie-Anne.
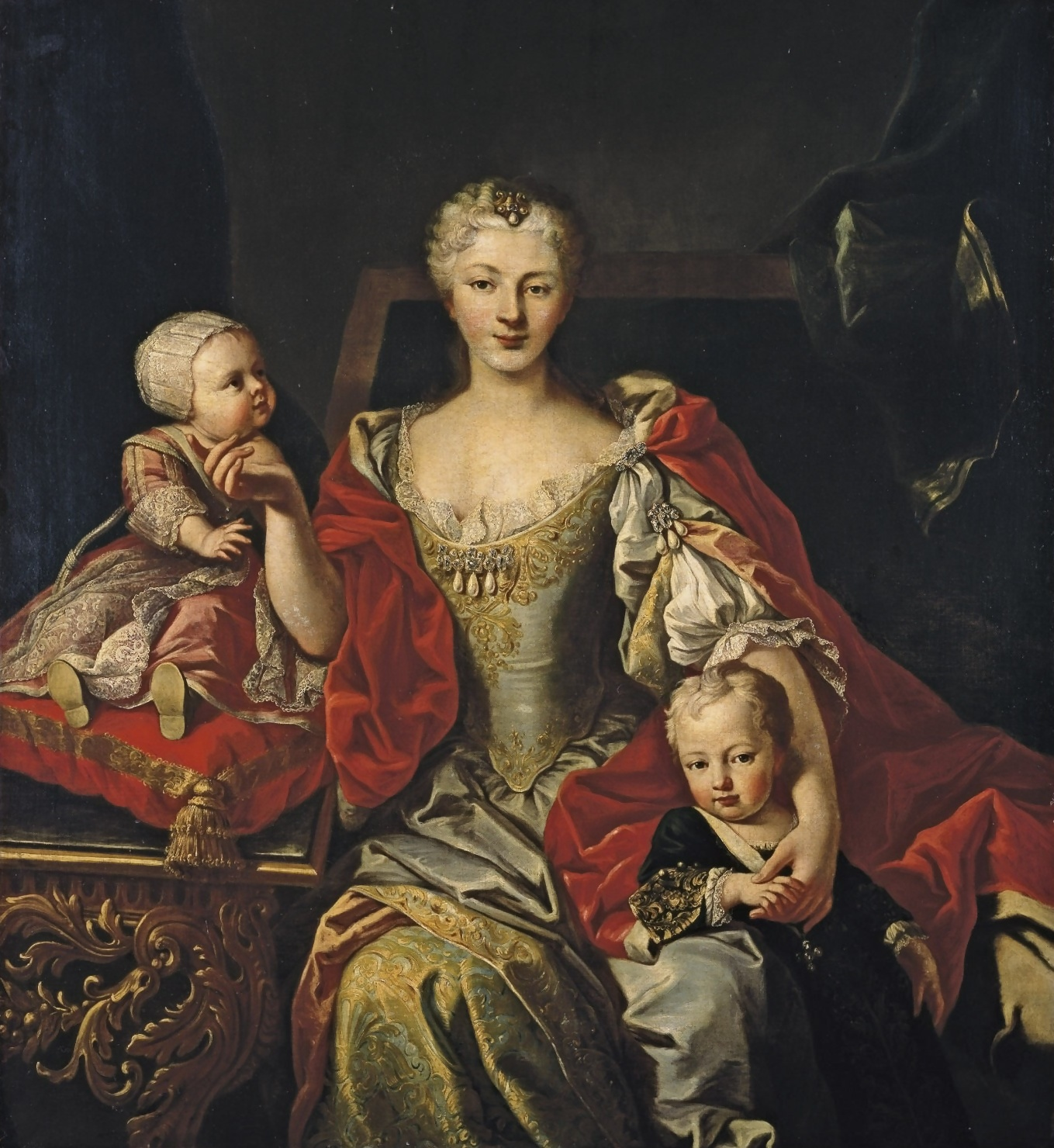
Portrait de Polyxène-Christine de Hesse-Rotembourg, Martin van Meytens. Victor-Amédée, en bas à droite tient la main de sa mère, Polyxène-Christine de Hesse-Rheinfels-Rontembourg ; sa jeune sœur Éléonore, en haut à gauche, pose son regard sur elle.

## Titres, honneurs et armories

### Titulature
- 26 juin 1726 – 20 février 1773 : Son Altesse Royale le duc de Savoie
- 20 février 1773 – 16 octobre 1796 : Sa Majesté le roi de Sardaigne

### Titulaire complet
- Roi de Sardaigne, duc de Savoie, marquis de Saluces, de Montferrat, prince de Piémont, comte d’Aoste, de Nice, et de Maurienne
 Prince de Savoie

### Grandes-maîtrises
- Grand-maître de l’ordre des Saints-Maurice-et-Lazare (en tant que souverain sarde)
- Grand-maître de l’ordre suprême de la Très-Sainte-Annonciade (en tant que souverain sarde)
- Grand-maître de la Médaille d’or de la valeur militaire (en tant que souverain sarde, à partir de 1793)

### Armoiries
| Blason | Blasonnement : Écartelé au premier contre-écartélé qui est de Jérusalem, Lusignan, Arménie et Chypre ; au deuxième parti qui est de Westphalie et de Saxe (crancelin) enté en pointe qui est d’Angrie ; le troisième parti qui est du Chablais et d’Aoste ; le quatrième contre-écartelé de Genève et de Montferrat ; le tout enté en pointe qui est de Nice ; chargé en chef de Sardaigne et au cœur de Savoie. |

## Postérité
Victor-Amédée III crée le 21 mai 1793 la médaille d'or de la valeur militaire, devenue le plus haut grade de la future médaille de la valeur militaire italienne et fonde le 24 mai 1785 la Società Agraria di Torino « pour promouvoir pour l'avantage du public la culture des terres principalement sur les territoires appartenant à Sa Majesté en accord avec les règles appropriées et conformes à leur nature variée. »